# Бухіс
Бухіс (дав.-гр Βουχις копт. ⲃⲱⲱϩ, ⲃⲟϩ) — у єгипетській міфології - шанований як втілення бога війни Монту, священний білий бик із чорними мітками, якому поклонялися в регіоні Гермонтісу (Верхній Єгипет). Зображувався з сонячним диском на голові та двома високими султанами між рогами. 
За свідоцтвом, переказаним пізнім римським граматиком Макробієм, шерсть Бухіса росла не як у звичайних тварин, а в протилежному напрямку, при цьому змінюючи колір щогодини. Для того, щоб стати втіленням бога Монту, бик повинен був мати біле тіло та чорне обличчя, що за життя був оточений відповідними його божественній природі почестями. Коли бик помирав, а пізніше - і його мати, їх муміфікували та урочисто ховали на кладовищі, відомому як Бухеум, що розташоване в Гермонтісі.
Спочатку культ Бухіса поступався за популярністю культам биків Апіса і Мневіса (з останнім, пов'язаним із Ра, Бухіс ототожнювався). Культ бика Бухіса набрав сили й досяг найвищого розквіту ближче до кінця періоду фараонів, з найбільш раннім і відомим місцем поховання, що було за правління Нектанеба ІІ. Характерним також єелліністичний і римський період — при Птолемеях (305-30 до н. е.) і римських імператорах династій Юліїв-Клавдіїв та Флавіїв (27 до н. е. — 96 н. е.).
Досі тривають суперечки щодо місця останнього поховання Бухіса. Це могло статися й під час правління Діоклетіана, або значно пізніше - у 340 році н.е.
Досі тривають суперечки щодо місця останнього поховання Бухіса. Це могло статися в період дванадцятого року правління Діоклетіана, або ж значно пізніше - 340 рік н.е.